# Tatort: Die Brüder
Die Brüder ist ein Fernsehfilm aus der Krimireihe Tatort, der vom Hessischen Rundfunk (HR) unter der Regie von Heinz Schirk produziert und am 17. April 1988 im Programm Das Erste zum ersten Mal gesendet wurde. Es handelt sich um die 204. Tatort-Folge und den vierten Fall des Frankfurter Kriminalhauptkommissars Edgar Brinkmann.

## Handlung
Im Hinterhof des illegalen Spiellokals „Schwarze Nelke“ wird die Leiche des Journalisten Dr. Hubert Rieber gefunden. Ihm wurde mit einer zerbrochenen Weinflasche die Kehle durchgeschnitten. Sonja Schulz entdeckt ihn als Erste und ruft die Polizei. Kommissar Falb übernimmt die Ermittlungen und befragt die Zeugin, die in der „Schwarzen Nelke“ als Serviererin arbeitet und mit dem Besitzer des Lokals verheiratet ist. Sie berichtet von einem Streit des Opfers mit ihrem Mann, der Rieber bezichtigte, falschgespielt zu haben. Als Zeugen des Vorfalls nennt sie Gerd Therkatz, der ebenfalls am Vortag zu Gast in der „Schwarzen Nelke“ war. Mike Schulz gibt zu, den Mann, nachdem er wieder einmal zu viel getrunken hatte und seine Zeche nicht bezahlen wollte, hinausgeworfen zu haben. Getan hätte er ihm jedoch nichts.
Kommissar Falb bittet seinen Vorgesetzten, den Fall an Kommissar Brinkmann zu übergeben, weil Gerd Therkatz Falbs Halbbruder ist und möglicherweise tatverdächtig. Brinkmann übernimmt bereitwillig und befragt als Erstes Riebers Lebensgefährten Helo Schwartze. Dieser bestätigt Riebers Spiel- und Alkoholsucht. Zudem weiß er von einem alten Zwist zwischen Therkatz und Riebers. Das bestätigt sich, nachdem Falb mit seinem Bruder spricht und dieser ihm erzählt, dass Rieber von Therkatz unversteuerten Geschäften wusste und ihn damit erpresste. Es finden sich aber noch weitere Personen, die nicht gut auf Rieber zu sprechen waren. Als Rieber noch als Film- und Theaterkritiker arbeitete, hatte er dem Schauspieler Fred Berutzke  mit seinen Kritiken sehr geschadet. Ebenso einer jungen Musikerin, die sich nach einer vernichtenden Kritik von Rieber, das Leben genommen hatte. Ihr Onkel, der Antiquitätenhändler Wilhelm Ramm leidet noch immer unter ihrem Tod.
Brinkmann findet heraus, dass Riebers ein wertvolles Collier besessen hat, das er von seiner Mutter geerbt hatte und das er trotz seiner finanziellen Probleme nicht verkauft haben dürfte. Möglicherweise liegt hier auch ein Motiv für den Mord. Brinkmann hält dabei Helo Schwartze für verdächtig, doch nachdem dieser erwürgt in seiner Wohnung aufgefunden wird, scheidet er aus. Somit bleibt Therkatz der Hauptverdächtige und da er sich versteckt hält, spricht das nicht gerade für ihn. Kommissar Falb ist ebenso davon überzeugt, dass sein Bruder, der seit seiner Kindheit ihrer Mutter nur Kummer gemacht hatte, nun zu weit gegangen sein dürfte. Als er ihn am Ende seiner privat weitergeführten Recherchen zur Rede stellen will, ergreift Therkatz die Flucht und rennt dabei vor ein Auto. Als Falb mit Brinkmann telefoniert, muss er erfahren, dass der wahre Täter inzwischen überführt wurde.
Wilhelm Ramm gesteht angesichts erdrückender Beweise gegen ihn, dass er Rieber im Hinterhof der „Schwarzen Nelke“ aufgelauert und mit der Weinflasche tödlich verletzt hatte. Unerwartet hätte Helo Schwartze alles mitangesehen, weil er Rieber abholen wollte. Schwartze erpresste ihn daraufhin, und da er sich nicht anders zu helfen wusste, hätte er auch ihn umgebracht.

## Kritiken
Rainer Tittelbach von tittelbach.tv schreibt: „Die Inszenierung ist […] nur mäßig spannend.“ Weiterhin meint der Kritiker: „Schirks Inszenierung ist nicht weiter auffällig, die Musik dafür umso mehr, weil sie an den unpassendsten Stellen ungeheuer dramatisch klingt, was drei Jahrzehnte später äußerst lächerlich wirkt.“
Die Fernsehzeitung TV Spielfilm  meint dazu: „Wie üblich wühlt ‚Fliege‘ behäbig im Dreck.“